# Torneig d'escacs Hoogovens Wijk aan Zee 1983
El Torneig d'escacs Hoogovens Wijk aan Zee 1983 va ser la 45a edició del Torneig de Wijk aan Zee Chess. Es va celebrar a Wijk aan Zee el gener de 1983. El torneig el va guanyar Ulf Andersson.
|    | Jugador                              | Ràting | 1 | 2               | 3               | 4               | 5               | 6               | 7               | 8               | 9               | 10              | 11              | 12              | 13              | 14              | Total | Perf. | Posició |
| -- | ------------------------------------ | ------ | - | --------------- | --------------- | --------------- | --------------- | --------------- | --------------- | --------------- | --------------- | --------------- | --------------- | --------------- | --------------- | --------------- | ----- | ----- | ------- |
| 1  | GM Ulf Andersson (Suècia)            | 2635   |   | ½               | ½               | 1               | ½               | ½               | 1               | ½               | ½               | ½               | 1               | 1               | ½               | 1               | 9     | 2678  | 1       |
| 2  | GM Zoltán Ribli (Hongria)            | 2595   | ½ | Does not appear | 1               | ½               | ½               | ½               | ½               | ½               | 1               | ½               | 1               | 1               | ½               | ½               | 8½    | 2650  | 2       |
| 3  | GM Vlastimil Hort (Txecoslovàquia)   | 2585   | ½ | 0               | Does not appear | ½               | ½               | ½               | 0               | 1               | 1               | ½               | 1               | ½               | 1               | 1               | 8     | 2628  | 3–4     |
| 4  | GM Walter Browne (Estats Units)      | 2540   | 0 | ½               | ½               | Does not appear | ½               | ½               | 1               | 1               | ½               | ½               | ½               | 1               | ½               | 1               | 8     | 2631  | 3–4     |
| 5  | GM John Nunn (Anglaterra)            | 2570   | ½ | ½               | ½               | ½               | Does not appear | ½               | ½               | ½               | 1               | ½               | 0               | 1               | ½               | 1               | 7½    | 2599  | 5       |
| 6  | GM Yasser Seirawan (Estats Units)    | 2600   | ½ | ½               | ½               | ½               | ½               | Does not appear | ½               | ½               | 0               | 1               | 1               | 0               | ½               | 1               | 7     | 2569  | 6       |
| 7  | GM Krunoslav Hulak (Iugoslàvia)      | 2515   | 0 | ½               | 1               | 0               | ½               | ½               | Does not appear | 0               | ½               | 1               | 1               | ½               | ½               | ½               | 6½    | 2546  | 7       |
| 8  | GM Hans Ree (Països Baixos)          | 2500   | ½ | ½               | 0               | 0               | ½               | ½               | 1               | Does not appear | ½               | ½               | 0               | 1               | 0               | ½               | 5½    | 2490  | 8–10    |
| 9  | GM Friðrik Ólafsson (Islàndia)       | 2495   | ½ | 0               | 0               | ½               | 0               | 1               | ½               | ½               | Does not appear | 1               | 0               | 0               | 1               | ½               | 5½    | 2491  | 8–10    |
| 10 | MI Peter Scheeren (Països Baixos)    | 2445   | ½ | ½               | ½               | ½               | ½               | 0               | 0               | ½               | 0               | Does not appear | ½               | ½               | 1               | ½               | 5½    | 2495  | 8–10    |
| 11 | GM Víktor Kortxnoi (Suïssa)          | 2600   | 0 | 0               | 0               | ½               | 1               | 0               | 0               | 1               | 1               | ½               | Does not appear | 1               | 1               | 0               | 5     | 2453  | 11–12   |
| 12 | GM John van der Wiel (Països Baixos) | 2530   | 0 | 0               | ½               | 0               | 0               | 1               | ½               | 0               | 1               | ½               | 0               | Does not appear | ½               | 1               | 5     | 2458  | 11–12   |
| 13 | GM Jon Speelman (Anglaterra)         | 2570   | ½ | ½               | 0               | ½               | ½               | ½               | ½               | 1               | 0               | 0               | 0               | ½               | Does not appear | 0               | 4½    | 2432  | 13–14   |
| 14 | GM Adam Kuligowski (Polònia)         | 2435   | 0 | ½               | 0               | 0               | 0               | 0               | ½               | ½               | ½               | ½               | 1               | 0               | 1               | Does not appear | 4½    | 2442  | 13–14   |
|    | Jugador                                   | 1               | 2               | 3               | 4               | 5               | 6               | 7               | 8               | 9               | 10              | Total | Posició |
| -- | ----------------------------------------- | --------------- | --------------- | --------------- | --------------- | --------------- | --------------- | --------------- | --------------- | --------------- | --------------- | ----- | ------- |
| 1  | MI Gert Ligterink (Països Baixos)         | Does not appear | 1               | ½               | 0               | ½               | ½               | 1               | 1               | 1               | 1               | 6½    | 1       |
| 2  | Marinus Kuijf (Països Baixos)             | 0               | Does not appear | 1               | ½               | 1               | 1               | 0               | ½               | ½               | 1               | 5½    | 2       |
| 3  | Pavel Votruba (Txecoslovàquia)            | ½               | 0               | Does not appear | ½               | ½               | 0               | 1               | 1               | ½               | 1               | 5     | 3–5     |
| 4  | MI Cornelis van Wijgerden (Països Baixos) | 1               | ½               | ½               | Does not appear | ½               | 0               | 0               | 1               | ½               | 1               | 5     | 3–5     |
| 5  | MI Hans Böhm (Països Baixos)              | ½               | 0               | ½               | ½               | Does not appear | 0               | 1               | 1               | 1               | ½               | 5     | 3–5     |
| 6  | MI Zenón Franco Ocampos (Paraguay)        | ½               | 0               | 1               | 1               | 1               | Does not appear | 0               | ½               | ½               | 0               | 4½    | 6–7     |
| 7  | MI Paul van der Sterren (Països Baixos)   | 0               | 1               | 0               | 1               | 0               | 1               | Does not appear | ½               | 1               | 0               | 4½    | 6–7     |
| 8  | MI Francisco Trois (Brazil)               | 0               | ½               | 0               | 0               | 0               | ½               | ½               | Does not appear | 1               | 1               | 3½    | 8       |
| 9  | Friso Nijboer (Països Baixos)             | 0               | ½               | ½               | ½               | 0               | ½               | 0               | 0               | Does not appear | 1               | 3     | 9       |
| 10 | Peter John Sowray (Anglaterra)            | 0               | 0               | 0               | 0               | ½               | 1               | 1               | 0               | 0               | Does not appear | 2½    | 10      |